# Spazio l2
In matematica, lo spazio {\displaystyle \ell ^{2}} è lo spazio delle successioni quadrato sommabili a valori reali o complessi. Si tratta dello spazio lp nel caso in cui {\displaystyle p=2}.

## Definizione
Lo spazio {\displaystyle \ell ^{2}} è lo spazio delle successioni reali quadrato sommabili, ovvero:
{\displaystyle \ell ^{2}=\left\{\{x_{n}\}_{n\in \mathbb {N} },x_{n}\in \mathbb {R} \ {\Bigg |}\ \sum _{n=1}^{\infty }|x_{n}|^{2}<\infty \right\}}
A seconda del contesto, si può considerare {\displaystyle \ell ^{2}} come lo spazio delle successioni complesse quadrato sommabili. In tal caso, posto {\displaystyle x_{n}\in \mathbb {C} }, la definizione è analoga. Lo spazio {\displaystyle \ell ^{2}} è uno spazio vettoriale reale, ed è anche uno spazio vettoriale complesso, se lo si pensa come uno spazio di successioni complesse. In entrambi i casi, è uno spazio metrico se si definisce la distanza come
{\displaystyle d(x,y)=\left(\sum _{n=1}^{\infty }|x_{n}-y_{n}|^{2}\right)^{\frac {1}{2}}}
Di più, {\displaystyle \ell ^{2}} è uno spazio di Banach, la cui norma associata è
{\displaystyle \|x\|=\left(\sum _{n=1}^{\infty }|x_{n}|^{2}\right)^{1/2}}
La dimostrazione si effettua utilizzando la disuguaglianza di Minkowski. Avendo definito tale norma, possiamo ridefinire {\displaystyle \ell ^{2}} come 
{\displaystyle \ell ^{2}=\{x\in \mathbb {R} ^{\mathbb {N} }:\Vert x\Vert <\infty \}}
La norma poc'anzi introdotta è quella associata al prodotto scalare
{\displaystyle (x,y)=\sum _{n=1}^{\infty }{x}_{n}y_{n}}
Tale prodotto scalare si estende, nel caso complesso, al prodotto interno
{\displaystyle (x,y)=\sum _{n=1}^{\infty }{\overline {x}}_{n}y_{n}}
Pertanto, {\displaystyle \ell ^{2}} è uno spazio di Hilbert. Inoltre, {\displaystyle \ell ^{2}} è uno spazio separabile, ovvero ammette un sottoinsieme numerabile denso.

## Completezza
Lo spazio {\displaystyle \ell ^{2}}, sia nel caso reale che in quello complesso, è uno spazio metrico completo, cioè ogni successione di Cauchy è convergente.

### Dimostrazione
Nella notazione utilizzata nel seguito, l'apice indica un elemento della successione di vettori infinito-dimensionali, mentre il pedice indica una componente di un singolo vettore.
Sia {\displaystyle \{x^{n}\}_{n\geq 1}} una successione di Cauchy in {\displaystyle \ell ^{2}}. Per mostrare che questa successione è convergente, è sufficiente mostrare l'esistenza di un'estratta convergente. Infatti se {\displaystyle x^{n_{k}}} è una sottosuccessione convergente a {\displaystyle x\in \ell ^{2}}, allora per ogni {\displaystyle \varepsilon >0} esiste un {\displaystyle k\geq 1} tale che per ogni {\displaystyle n\geq n_{k}}
{\displaystyle \Vert x^{n}-x\Vert \leq \Vert x^{n}-x^{n_{k}}\Vert +\Vert x^{n_{k}}-x\Vert \leq 2\varepsilon }
Procediamo quindi usando la definizione di successione di Cauchy per costruire una sottosuccessione {\displaystyle x^{n_{k}}}, con {\displaystyle k\geq 1}, tale che 
{\displaystyle \Vert x^{n_{k+1}}-x^{n_{k}}\Vert \leq 2^{-k}}
Osserviamo che 
{\displaystyle x^{n_{k}}=x^{n_{1}}+\sum _{0<j<k}[x^{n_{j+1}}-x^{n_{j}}]}
e che se {\displaystyle k\to \infty } allora al limite si ottiene una serie assolutamente convergente, in quanto grazie al calcolo di una serie geometrica vale la stima
{\displaystyle \sum _{j>0}\Vert x^{n_{j+1}}-x^{n_{j}}\Vert \leq \sum _{j>0}2^{-j}=1}
Ne consegue che, per ogni {\displaystyle i\geq 1}, puntualmente esiste finito il limite
{\displaystyle x_{i}=\lim _{k\to \infty }x_{i}^{n_{k}}=x_{i}^{n_{1}}+\sum _{j>0}[x_{i}^{n_{j+1}}-x_{i}^{n_{j}}]}
con {\displaystyle x_{i}\in \mathbb {R} } nel caso reale e {\displaystyle x_{i}\in \mathbb {C} } nel caso complesso. Questo perché sia {\displaystyle \mathbb {R} } che {\displaystyle \mathbb {C} } sono spazi completi, e quindi ogni serie assolutamente convergente è convergente.
Per concludere, basta quindi dimostrare che {\displaystyle x^{n_{k}}} converge in norma a 
{\displaystyle x=(x_{i})_{i\geq 1}}
Da questo ne seguirà anche che {\displaystyle x\in \ell ^{2}}, poiché se {\displaystyle x^{n_{k}}\to x} allora
{\displaystyle \Vert x\Vert =\Vert x-x^{n_{k}}+x^{n_{k}}\Vert \leq \Vert x-x^{n_{k}}\Vert +\Vert x^{n_{k}}\Vert <\infty }
Calcoliamo quindi, tramite il prodotto di Cauchy
{\displaystyle |x_{i}-x_{i}^{n_{k}}|^{2}\leq \left(\sum _{j\geq k}|x_{i}^{n_{j+1}}-x_{i}^{n_{j}}|\right)^{2}=\sum _{j\geq k}\sum _{l=0}^{j-k}|x_{i}^{n_{k+l+1}}-x_{i}^{n_{k+l}}||x_{i}^{n_{j-l+1}}-x_{i}^{n_{j-l}}|}
Andando a sommare termine a termine, scambiando le sommatorie e applicando la disuguaglianza di Schwarz otteniamo che
{\displaystyle \sum _{i\geq 1}|x_{i}^{n_{k}}-x_{i}|^{2}=\sum _{j\geq k}\sum _{l=0}^{j-k}\sum _{i\geq 1}|x_{i}^{n_{k+l+1}}-x_{i}^{n_{k+l}}||x_{i}^{n_{j-l+1}}-x_{i}^{n_{j-l}}|\leq \sum _{j\geq k}\sum _{l=0}^{j-k}\Vert x^{n_{k+l+1}}-x^{n_{k+l}}\Vert \Vert x^{n_{j-l+1}}-x^{n_{j-l}}\Vert }
Pertanto, ricaviamo che 
{\displaystyle \sum _{i\geq 1}|x_{i}^{n_{k}}-x_{i}|^{2}\leq \sum _{j\geq k}\sum _{l=0}^{j-k}{2^{l-j} \over 2^{l+k}}=\sum _{j\geq k}{j-k+1 \over 2^{j+k}}=\sum _{j\geq 0}{1+j \over 2^{j+2k}}={1 \over 4^{k}}\sum _{j\geq 0}(1+j)2^{-j}}
da cui la tesi, in quanto il termine di destra tende a {\displaystyle 0} se {\displaystyle k\to \infty }.

## Base hilbertiana
Consideriamo ora la successione {\displaystyle \{e^{i}\}_{i\geq 1}}, con 
{\displaystyle e^{1}=(1,0,0,\ldots )}
{\displaystyle e^{2}=(0,1,0,0,\ldots )}
{\displaystyle e^{n}=(0,\ldots ,0,1,0,\ldots )}
Equivalentemente, attraverso la delta di Kronecker, possiamo definire tale successione in maniera più compatta con la scrittura
{\displaystyle e_{j}^{i}=\delta _{ij}}
Notiamo che la successione appena introdotta è un insieme ortonormale, in quanto 
{\displaystyle (e^{i},e^{j})=\delta _{ij}}
La successione appena definita costituisce una base hilbertiana, detto anche un sistema ortonormale completo, per {\displaystyle \ell ^{2}}, in quanto ogni elemento {\displaystyle x\in \ell ^{2}} si scrive nella forma 
{\displaystyle x=\sum _{i=1}^{\infty }x_{i}e^{i}}
Tale serie è da considerarsi come il limite in norma della successione delle somme parziali. Inoltre, per l'identità di Parseval,
{\displaystyle \Vert x\Vert ^{2}=\sum _{i=1}^{\infty }|x_{i}|^{2}}
I coefficienti {\displaystyle x_{i}}, reali o complessi a seconda dei casi, sono univocamente determinati in quanto 
{\displaystyle x_{i}=(e^{i},x)}
Tali coefficienti sono detti i coefficienti di Fourier. I coefficienti di Fourier si possono caratterizzare tramite il seguente problema. Se {\displaystyle E^{i}} è lo spazio generato dal vettore {\displaystyle e^{i}}, allora i sottospazi {\displaystyle \{E^{i}\}_{i\geq 1}} sono chiusi in quanto finito-dimensionali. I coefficienti di Fourier sono quei coefficienti {\displaystyle x_{i}} tali che il vettore {\displaystyle x_{i}e^{i}\in E^{i}} verifichi l'equazione
{\displaystyle d(x,x_{i}e^{i})=d(x,E^{i})=\inf _{y\in E^{i}}d(x,y)}
Infatti, considerando {\displaystyle \ell ^{2}} nel caso reale, posto {\displaystyle \lambda \in \mathbb {R} } allora 
{\displaystyle \Vert x-\lambda e^{i}\Vert ^{2}=(x-\lambda e^{i},x-\lambda e^{i})=\Vert x\Vert ^{2}-2\lambda (e^{i},x)+\lambda ^{2}}
Andando a derivare rispetto alla variabile {\displaystyle \lambda } si verifica che si raggiunge il valore minimo per {\displaystyle \lambda =(e^{i},x)}. I coefficienti di Fourier costituiscono la soluzione del problema appena esposto anche nel caso complesso. Questo problema è un esempio di un genere di problemi tipici dell'analisi funzionale, ovvero i problemi di minimo. Infatti, in un contesto più generale, l'esistenza della soluzione del problema mostrato è il soggetto del teorema della proiezione. 
Tornando a parlare di basi, vogliamo precisare che la "base" di cui abbiamo prima discusso non genera {\displaystyle \ell ^{2}} in senso algebrico, ovvero tramite combinazioni lineari finite, bensì in senso analitico, ovvero tramite una convergenza in norma. Formalmente, diremo quindi che non si tratta di una base di Hamel, che è il tipo di base considerata usualmente negli spazi vettoriali di dimensione finita, bensì di una base di Schauder.
Le basi hilbertiane sono utili non solo perché consentono di scrivere più agevolmente gli elementi di uno spazio di Hilbert, ma anche perché permettono di definire facilmente delle isometrie tra spazi di Hilbert. In particolare, si verifica che due spazi di Hilbert sono unitariamente equivalenti se e solo se hanno due basi hilbertiane con stessa cardinalità. 

## Separabilità
Poiché {\displaystyle \ell ^{2}} ammette una base hilbertiana numerabile {\displaystyle \{e^{i}\}_{i\geq 1}}, allora si verifica facilmente che
{\displaystyle \ell _{f}(\mathbb {Q} )=\left\{x\in \ell ^{2}:x=\sum _{i=1}^{n}q_{i}e^{i}\,,q_{i}\in \mathbb {Q} ,n\in \mathbb {N} \right\}}
è un insieme numerabile denso in {\displaystyle \ell ^{2}}. Nota la numerabilità di {\displaystyle \mathbb {Q} }, allora {\displaystyle \ell _{f}(\mathbb {Q} )} è numerabile perché in biezione con un prodotto numerabile di insiemi numerabili. Sia quindi {\displaystyle x=(x_{i})_{i\geq 1}} un elemento di {\displaystyle \ell ^{2}}. Dalla densità di {\displaystyle \mathbb {Q} } in {\displaystyle \mathbb {R} } segue che 
{\displaystyle \forall \,n\geq 1\,,\;\exists \;q_{i}^{n}\in \mathbb {Q} :|x_{i}-q_{i}^{n}|\leq {2^{-{i \over 2}} \over n}}
Pertanto, definito {\displaystyle q^{n}=(q_{i}^{n})_{i\geq 1}}, allora per l'identità di Parseval e per la nota serie geometrica
{\displaystyle \Vert x-q^{n}\Vert ^{2}=\sum _{i=1}^{\infty }|x_{i}-q_{i}^{n}|^{2}\leq {1 \over n^{2}}\sum _{i=1}^{\infty }2^{-i}={1 \over n^{2}}}
e quindi 
{\displaystyle \lim _{n\to \infty }\Vert x-q^{n}\Vert =0}
La dimostrazione nel caso complesso, a meno di considerare {\displaystyle q_{i}} e {\displaystyle q_{i}^{n}} in {\displaystyle \mathbb {Q} +i\mathbb {Q} }, è uguale.
Osserviamo che se al posto di {\displaystyle \ell ^{2}} consideriamo un generico spazio di Hilbert con una base hilbertiana numerabile, allora la dimostrazione è la stessa. Abbiamo quindi visto che uno spazio di Hilbert con una base hilbertiana numerabile è separabile. Attraverso il procedimento di ortogonalizzazione di Gram-Schmidt, si dimostra anche che uno spazio di Hilbert separabile ammette una base hilbertiana numerabile. Pertanto, a meno di isomorfismi unitari, {\displaystyle \ell ^{2}} è l'unico spazio di Hilbert separabile di dimensione infinita. Questo fatto giustifica l'espressione "lo spazio di Hilbert", in quanto gli spazi di Hilbert separabili sono quelli principalmente considerati in matematica e maggiormente usati nelle applicazioni, come ad esempio in meccanica quantistica. L'importanza di {\displaystyle \ell ^{2}} consiste quindi nel fornire un modello particolarmente semplice dello spazio di Hilbert.

## Il teorema di Riesz-Fischer
Il teorema di Riesz-Fischer asserisce, nella sua forma più generale, che in uno spazio di Hilbert {\displaystyle H} ogni successione in {\displaystyle \ell ^{2}} definisce un elemento {\displaystyle H}. Formalmente, diciamo che se {\displaystyle \{\varphi _{n}\}_{n=1}^{\infty }} è un sistema ortonormale (non necessariamente completo) di {\displaystyle H} e {\displaystyle \{a_{n}\}_{n=1}^{\infty }} è una successione in {\displaystyle \ell ^{2}}, allora 
{\displaystyle f=\sum _{n=1}^{\infty }a_{n}\varphi _{n}}
è un elemento {\displaystyle H}. Il teorema è una forma più forte della disuguaglianza di Bessel. Tale disuguaglianza afferma che se {\displaystyle H} è uno spazio di Hilbert, {\displaystyle \{e^{n}\}_{n\geq 1}} è un sistema ortonormale e {\displaystyle x\in H} ha coefficienti di Fourier {\displaystyle a_{n}=(e^{n},x)}, allora 
{\displaystyle \sum _{n=1}^{\infty }|a_{n}|^{2}\leq \Vert x\Vert ^{2}}
Il teorema di Riesz-Fischer, così come la disuguaglianza di Bessel e l'identità di Parseval, spesso viene formulato in contesti meno astratti, ma fornendo comunque un enunciato equivalente a quello generale. Tali enunciati sono motivati sia da eventuali interessi applicativi, sia da ragioni filologiche. Infatti, parafrasando con un linguaggio matematico moderno, nelle sue Note del 1907 Riesz scrive:
Siano {\displaystyle \{\varphi _{n}\}} un sistema ortonormale {\displaystyle L^{2}([a,b])} e {\displaystyle \{a_{n}\}} una successione di reali. La convergenza della serie {\displaystyle \sum a_{n}^{2}} è una condizione necessaria e sufficiente per l'esistenza di una funzione {\displaystyle f} tale che
{\displaystyle \int _{a}^{b}f(x)\varphi _{n}(x)dx=a_{n}}
per ogni {\displaystyle n}.
Le Note di Riesz apparirono a Marzo. A Maggio, Fischer dimostrò che ogni successione di Cauchy in {\displaystyle L^{2}([a,b])} è convergente in {\displaystyle L^{2}([a,b])}. Nel teorema da lui enunciato, che qui riportiamo, le successioni di Cauchy vengono chiamate "successioni convergenti in media", la convergenza rispetto alla norma di {\displaystyle L^{2}([a,b])} viene detta "convergenza in media verso una funzione" e {\displaystyle L^{2}([a,b])} viene indicato con {\displaystyle \Omega }.
Teorema. Se una successione di funzioni appartenenti a {\displaystyle \Omega } converge in media, esiste in {\displaystyle \Omega } una funzione {\displaystyle f} verso la quale la successione converge in media.
Fischer prova quindi il risultato di Riesz usando la completezza di {\displaystyle L^{2}([a,b])}. La dimostrazione di Riesz, invece, non utilizza direttamente la completezza.

## Spazi lp
Si può definire lo spazio lp (o {\displaystyle \ell ^{p}}), con {\displaystyle 1\leq p<\infty }, come lo spazio infinito-dimensionale delle successioni reali (o complesse) a p-esima potenza sommabili, cioè
{\displaystyle \ell ^{p}=\left\{\{x_{n}\}_{n\in \mathbb {N} },x_{n}\in \mathbb {R} \ {\Bigg |}\ \sum _{n=1}^{\infty }|x_{n}|^{p}<\infty \right\}}
Lo spazio {\displaystyle \ell ^{p}} è uno spazio di Banach per ogni {\displaystyle p}, con norma
{\displaystyle \Vert x\Vert _{p}=\left(\sum _{n=1}^{\infty }|x_{n}|^{p}\right)^{1/p}}
Se {\displaystyle p\neq 2}, però, tale spazio non è uno spazio di Hilbert, cioè non esiste prodotto scalare che induca tale norma.
Per {\displaystyle p=\infty } si definisce la norma uniforme
{\displaystyle \|x\|_{\infty }=\sup _{n\in \mathbb {N} }|x_{n}|}
a cui corrisponde lo spazio 
{\displaystyle \ell ^{\infty }=\{x\in \mathbb {R} ^{\mathbb {N} }:\Vert x\Vert _{\infty }<\infty \}}
Si può dimostrare che se {\displaystyle x\in \ell ^{p}} per qualche {\displaystyle 1\leq p<\infty }, allora 
{\displaystyle \|x\|_{\infty }=\lim _{p\to \infty }\|x\|_{p}}
Si può dunque parlare di spazi {\displaystyle \ell ^{p}} per {\displaystyle 1\leq p\leq \infty }.

### Inclusioni tra spazilp{\displaystyle l^{p}}
Si può provare che al crescere di {\displaystyle p} cresce anche lo spazio {\displaystyle \ell ^{p}}. Formalmente, diciamo che se {\displaystyle x\in \ell ^{p}} per qualche {\displaystyle 1\leq p\leq \infty }, allora {\displaystyle x\in \ell ^{q}} per ogni {\displaystyle p\leq q\leq \infty }. Questo implica che, data una successione {\displaystyle x=(x_{n})_{n\in \mathbb {N} }}, allora 
{\displaystyle I(x)=\{p\in [1,\infty ]:x\in \ell ^{p}\}}
è un intervallo, che se non vuoto allora è illimitato a destra e contenente {\displaystyle \infty }. La dimostrazione è semplice e istruttiva. Sia {\displaystyle x=(x_{n})_{n\in \mathbb {N} }} un elemento di {\displaystyle \ell ^{p}}, con {\displaystyle 1\leq p<\infty } in quanto altrimenti la tesi è banale. Per ogni {\displaystyle n\geq 1}
{\displaystyle |x_{n}|={\big (}|x_{n}|^{p}{\bigr )}^{1/p}\leq {\Bigl (}\sum _{k=1}^{\infty }|x_{k}|^{p}{\Bigr )}^{1/p}}
e quindi calcolando l'estremo superiore si ottiene che
{\displaystyle \Vert x\Vert _{\infty }\leq \Vert x\Vert _{p}}
ovvero che {\displaystyle \ell ^{p}\subseteq \ell ^{\infty }}. Sia ora {\displaystyle p<q<\infty }. Prima di procedere, ricordiamo al lettore che se {\displaystyle r\in \mathbb {R} } allora {\displaystyle r^{p}\geq r^{q}} per ogni {\displaystyle 0\leq r\leq 1} mentre {\displaystyle r^{p}\leq r^{q}} per ogni {\displaystyle r\geq 1}. Proveremo che
{\displaystyle \Vert x\Vert _{q}\leq \Vert x\Vert _{p}}
per dedurre la tesi come prima. Tale disuguaglianza è sicuramente vera se {\displaystyle x=0}. Proviamo quindi la tesi per tutti gli {\displaystyle x\in \ell ^{p}} tali che {\displaystyle \Vert x\Vert _{\infty }=1}. Questa ipotesi non è restrittiva in quanto se {\displaystyle x\in \ell ^{p}} è non nullo allora per quanto visto prima {\displaystyle x\in \ell ^{\infty }}, e in quanto se è vero che 
{\displaystyle \left\Vert {\frac {x}{\Vert x\Vert _{\infty }}}\right\Vert _{q}\leq \left\Vert {\frac {x}{\Vert x\Vert _{\infty }}}\right\Vert _{p}}
allora la disuguaglianza cercata si ottiene per la positiva omogeneità delle norme {\displaystyle \Vert \cdot \Vert _{p}} e {\displaystyle \Vert \cdot \Vert _{q}}. Con questa ipotesi di uniforme limitatezza si ha che {\displaystyle |x_{n}|\leq 1} per ogni {\displaystyle n\geq 1}, e quindi 
{\displaystyle |x_{n}|^{q}\leq |x_{n}|^{p}}
per ogni {\displaystyle n\geq 1}, da cui la disuguaglianza
{\displaystyle \Vert x\Vert _{q}={\Bigl (}\sum _{n=1}^{\infty }|x_{n}|^{q}{\Bigr )}^{1/q}\leq {\Bigl (}\sum _{n=1}^{\infty }|x_{n}|^{p}{\Bigr )}^{1/q}=\Vert x\Vert _{p}^{p/q}}
A questo punto il gioco è fatto, in quanto poiché {\displaystyle p/q<1} e {\displaystyle \Vert x\Vert _{p}\geq \Vert x\Vert _{\infty }=1} allora 
{\displaystyle \Vert x\Vert _{p}^{p/q}\leq \Vert x\Vert _{p}}
Unendo le ultime due disuguaglianze si ha la tesi, e la dimostrazione è conclusa.
Mostriamo un esempio che conferma la veridicità del teorema. La successione 
{\displaystyle \ \left(1,{\frac {1}{2}},\dots ,{\frac {1}{n}},{\frac {1}{n+1}},\dots \right)}
non appartiene ad {\displaystyle \ell ^{1}}, ma appartiene a {\displaystyle \ell ^{p}} per {\displaystyle 1<p\leq \infty }. Infatti tale successione è limitata, e la serie
{\displaystyle \ 1+{\frac {1}{2^{p}}}+\dots +{\frac {1}{n^{p}}}+{\frac {1}{(n+1)^{p}}}+\dots }
diverge per {\displaystyle p=1} (è la serie armonica) e converge per {\displaystyle p>1}. 
Le inclusioni tra gli spazi {\displaystyle \ell ^{p}} sono strette, ovvero {\displaystyle \ell ^{p}\subset \ell ^{q}} per ogni {\displaystyle p<q\leq \infty }. Per {\displaystyle q=\infty } la prova è banale, in quanto basta considerare la successione costantemente uguale a {\displaystyle 1}. Altrimenti, basta osservare che la successione
{\displaystyle x_{n}={1 \over n^{1 \over p}}}
sta in {\displaystyle \ell ^{q}} e non in {\displaystyle \ell ^{p}}.

## Relazione con gli spazi Lp
Gli spazi {\displaystyle \ell ^{p}} sono un caso molto speciale di spazi Lp, dove lo spazio di misura associato è {\displaystyle (\mathbb {N} ,{\mathcal {P}}(\mathbb {N} ),\nu )}, con {\displaystyle \mathbb {N} } l'insieme dei numeri naturali, {\displaystyle {\mathcal {P}}(\mathbb {N} )=2^{\mathbb {N} }} l'insieme delle parti di {\displaystyle \mathbb {N} } e {\displaystyle \nu } la "misura del conteggio", ovvero la misura {\displaystyle \nu (A)=\#A} che conta il numero di elementi di un insieme (assegnando infinito a insiemi infiniti). Facciamo osservare che, poiché i punti hanno misura unitaria, allora ogni successione è l'unica rappresentante della propria classe modulo la relazione d'equivalenza quasi ovunque.
In maniera analoga a quella descritta, a partire da un qualunque insieme numerabile {\displaystyle S} (ad esempio gli interi), si può definire {\displaystyle \ell ^{p}(S)} come lo spazio delle successioni {\displaystyle s:S\rightarrow \mathbb {R} } a potenza p sommabile. Pertanto, secondo la notazione finora usata, {\displaystyle \ell ^{p}=\ell ^{p}(\mathbb {N} )}. Notare che {\displaystyle \ell ^{p}(\{1,\dots ,n\})}, o più stringatamente {\displaystyle \ell ^{p}(n)}, non è altro che lo spazio euclideo {\displaystyle \mathbb {R} ^{n}} con la norma p.